# Ситникова Шапочка
«Ситникова Шапочка» (англ. Cap-o'-Rushes) — англійська казка, опублікована Джозефом Джейкобсом в «Англійських казках».
Джейкобс вказує своє джерело як «Надано місис Волтер-Томас до „Саффолкських нотаток і запитань“, Ipswich Journal, опубліковано містером Ленґом у Longman's Magazine, т. XIII, а також у Folk-Lore, вересень, 1890». В останньому журналі Ендрю Ленґ зазначає, що народна казка була «відкрита» в саффолкських нотатках Едварда Клодда.
Маріан Роальф Кокс у своєму новаторському дослідженні «Попелюшки» виділила як один з основних типів рішення «Короля Лір», протиставляючи його власне «Попелюшці» та «Котячій Шкірі».
Згідно з класифікацією Аарне — Томпсона — Утера тип цієї казки — ATU 510B, «Неприродне кохання». До цього типу також належать: «Маленька Котяча Шкурка», «Осляча Шкура», «Котяча Шкіра», «Різношерстка», «Король, який хотів одружитися зі своєю донькою», «Ведмедиця», «Моховик», «Дрантя», «Принцеса, що носила сукню з кролячої шкурки», «Ведмідь» і «Принцеса в шкіряному вбранні».
Ця історія була першою, котру прочитали в серіалі BBC «Джеканорі».

## Зміст
Одного разу багатий чоловік мав трьох дочок і запитав кожну з них, як сильно вони його люблять. Перша відповіла — «Як життя»; друга — «Як світ»; третя — «Як м'ясо потребує солі». Не зрозумівши дочку, він сказав, що вона його зовсім не любить і що цього недостатньо, й тому вигнав її. Вона зробила собі вбрання з ситника, щоб носити його поверх свого вишуканого одягу, й знайшла великий будинок, де попросилася на роботу з миття посуду, й оскільки вона не назвала їм свого імені, вони назвали її «Ситниковою Шапочкою».
Якось всі слуги пішли подивитися на вишуканих людей на балі. Ситникова Шапочка сказала, що вона дуже втомилася, але коли вони пішли, то зняла свій ситник і пішла на бал. Син її пана закохався в неї, але вона втекла. Це повторювалося ще два вечори, але на третій вечір він подарував їй перстень і сказав, що помре без неї. Більше балів не було, і панський син ліг у ліжко. Вони наказали кухареві зварити йому кашу, й Ситникова Шапочка благала кухаря до тих пір, поки він не дозволив їй зварити її замість нього. Вона вкинула перстень в кашу.
Син пана послав за кухарем і хотів дізнатися, хто зварив кашу, й потім покликав Ситникову Шапочку та допитував її доти, доки та не зізналася, що це вона, й не зняла з себе ситник. Вони одружилися, й Ситникова Шапочка наказала приготувати весільний бенкет без солі. Через це всі страви втратили смак, а її батько, який був серед гостей, розплакався, бо нарешті зрозумів, що мала на увазі його дочка, й тепер злякався, що вона померла. Ситникова Шапочка сказала йому, що вона його дочка, й вони жили довго та щасливо.

## Аналіз

### Тип казки
У своєму довіднику народних казок 1987 року фольклорист Д. Л. Ашліман визначив казку згідно з міжнародною класифікацією Аарне — Томпсона як тип AaTh 510B, «Король намагається одружитися зі своєю донькою», що споріднює її з французькою казкою Шарля Перро «Осляча Шкура» та іншими варіантами, такими як: «Різношерстка», «Моховик», «Ведмідь», «Ведмедиця» та «Король, який хотів одружитися зі своєю донькою».
Ашліман також класифікував казку за типом ATU 923, «Жива сіль любові»: принцеса відповідає батькові, що любить його, як сіль, і за це її виганяють; пізніше вона виходить заміж за принца та запрошує батька на бенкет, де король куштує страву без солі й нарешті розуміє, що мала на увазі його дочка.

### Мотиви
Фольклорист Джозеф Джейкобс зазначив, що початок казки має мотив «Короля Лір» — «Жива сіль любові», й що казка пов'язана з «Попелюшкою» та французькою «Ослячою Шкурою».
Початок, подібний до «Короля Лір», є незвичним для типу 510B, де дочка зазвичай тікає, тому що батько хоче одружитися з нею, як у «Різношерстці», «Ведмедиці», «Королі, який хотів одружитися зі своєю донькою» або «Ослячій Шкурі». Він також зустрічається у французькому варіанті «Брудної Пастушки».

## Варіанти
Американський фольклорист Річард Чейз опублікував американський варіант, який він назвав «Ситникова Накидка», на основі казки, наданої інформатором з Абінгдона, Вірджинія, та двох казок, наданих оповідачами з Кентуккі та Теннессі. У цій казці старий король викликає до себе трьох дочок, щоб запитати їх про те, як сильно вони його люблять. Дві старші порівнюють свою любов з матеріальними благами, такими як золото, срібло та коштовності, тоді як молодша каже, що любить його, як хліб любить сіль. Ображений відповіддю, він проганяє її. Принцеса шиє собі накидку з ситника з болота, ховає волосся під ситникову накидку, а потім знаходить роботу в замку англійського короля як служниця на кухні. Через деякий час відбувається великий бал, і вона знімає ситникове вбрання, щоб потрапити на нього. Принцеса йде на другий та третій бал, і принц надягає їй на палець обручку, перш ніж вона тікає з балу. Принц захворів від кохання, й Ситникова Накидка варить йому суп і кидає в нього обручку. Королева годує сина супом і помічає обручку в тарілці з супом, а потім викликає Ситникову Накидку до покоїв принца. Принц впізнає в Ситниковій Накидці дівчину з танців і одружується з нею. Тим часом, повернувшись до її батька, сестри принцеси витратили все батькове срібло та золото, й вигнали його. Тепер жебрак, він прибуває до замку англійського короля, де його запрошують до вишуканої вечері, де його вимивають і голять. Ситникова Накидка бачить, що жебрак — її батько, і наказує кухареві приготувати їжу без солі. Під час трапези старий король помічає відсутність солі, що нагадує йому слова дочки. Ситникова Накидка йде обійняти його.